# Andreas Merian-Iselin

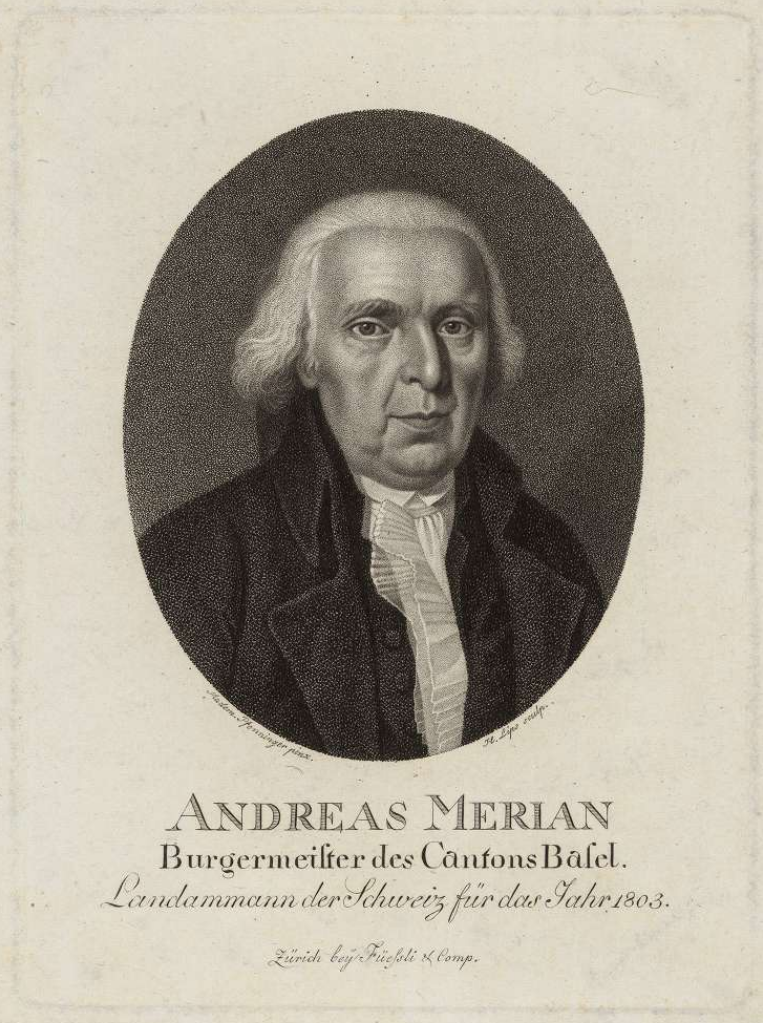
Andreas Merian-Iselin

Andreas Merian-Iselin (* 19. September 1742 in Buus; † 25. Februar 1811 in Basel) war ein Schweizer Politiker. Er war 1806 Landammann der Schweiz und hervorragender Vertreter der Basler Gegenrevolution am Ende des 18. und zu Anfang des 19. Jahrhunderts.
Merian, Sohn eines Pfarrers, studierte bis 1764 Philosophie und Recht an der Universität Basel, 1771 heiratete er Margaretha Iselin. Er durchlief eine geradlinige Ämterkarriere: 1768 wurde er Sekretär der städtischen Kanzlei, ab 1782 deren Kassier; 1776 kam er als Zunftvorsteher in den Basler Grossen Rat (oberstes städtisches Gremium); 1783 wählte ihn der Grosse Rat in einem regelwidrigen Verfahren zum Stadtschreiber (oberster städtischer Beamter), 1790 zum Oberstzunftmeister (Stellvertreter des Bürgermeisters) und damit an die Magistratsspitze. Merian hatte sich noch 1777 an der Gründung der vom Basler Aufklärer Isaak Iselin initiierten Gesellschaft zur Aufmunterung und Beförderung des Guten und Gemeinnützigen beteiligt, begegnete aber den sich spätestens seit Ausbruch der Französischen Revolution 1789 abzeichnenden politischen Veränderungen mit völliger Ablehnung und machte keine Anstalten, sie durch Reformen aufzufangen. Während der Basler Revolution von 1798 wurde er aus seinem Amt gezwungen, nachdem er sich bis zuletzt für den Erhalt des Ancien Régime gewehrt hatte.
Mit Beginn der Helvetischen Republik hatte Merian sich auf sein Landgut in Riehen zurückgezogen, 1799–1800 setzten ihn die Franzosen während des Zweiten Koalitionskrieges auf der Zitadelle von Bitsch (Lothringen) in politische Geiselhaft. Diese Maßnahme wurde wegen vermutlicher Treffen mit Konterrevolutionären und konspirativen Auslandskontakten begründet, diente wohl aber auch zum Schutz helvetischer Regierungsmitglieder und Beamten vor feindlichen Übergriffen. Nach seiner Freilassung lehnte Merian eine Mitwirkung in den neuen Behörden ab; erst 1802, während des Aufstandes gegen die Helvetische Republik, ließ er sich als Präsident der städtischen Interimsbehörden einsetzen und reiste als kantonaler Gesandter an die konterrevolutionäre Tagsatzung in Schwyz. Als französisches Militär intervenierte und die republikanische Ordnung wiederherstellte, flüchtete Merian in die nahe südbadische Nachbarschaft und kehrte erst 1803 nach dem Ende der Helvetischen Republik und der Verkündung der Mediationsakte zurück. Der Grosse Rat wählte ihn 1803 und wieder 1806 zum Bürgermeister (zusammen mit Peter Burckhardt, dem eigentlichen Anführer der konservativen Kräfte), was er bis zu seinem Tod blieb. 1806 war er auch Landammann (oberster Amtsträger und Repräsentant) der Schweiz; sein Amtsjahr war jedoch belastet von Spannungen mit Kaiser Napoleon Bonaparte, welcher der Familie Merian wie auch Andreas Merian selbst (diesem allerdings zu Unrecht) Schmuggelhandel zur Umgehung der Kontinentalsperre vorwarf (Neuenburger Affäre).

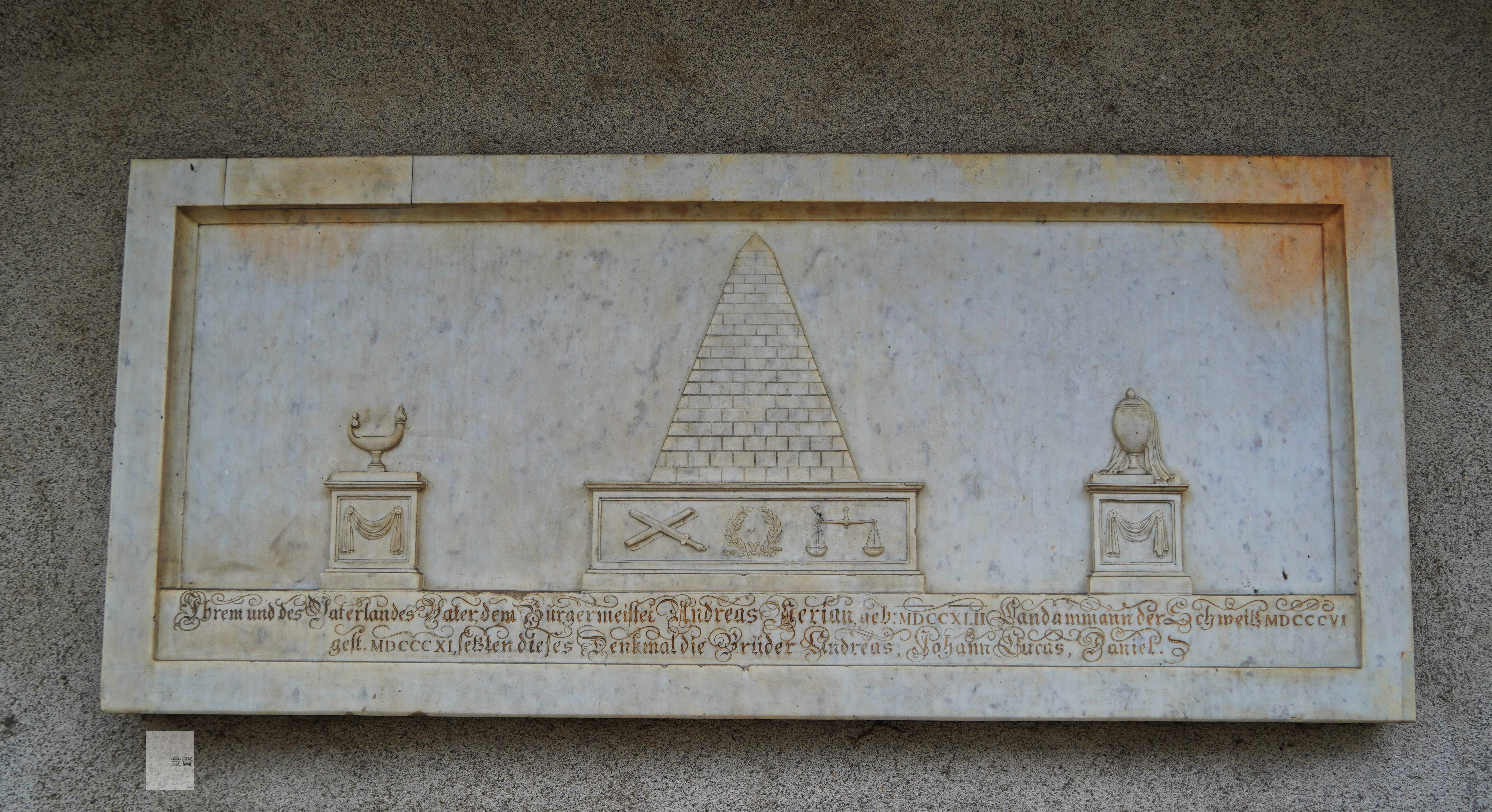
Epitaph von Andreas Merian an der Aussenwand der Theodorskirche Basel

Merian zeichnete sich als der in der Öffentlichkeit am weitesten exponierte Vertreter der Gegenrevolution in Basel aus und genoss ein grosses Prestige in weiten Teilen der Stadtbevölkerung, Demgegenüber stand der Misskredit, den er sich bei seinen politischen Gegnern und in Frankreich zuzog; dieser fand besonderen Ausdruck in der persönlichen Feindschaft mit seinem Hauptkontrahenten Peter Ochs, die bereits mit der Wahl Merians zum Stadtschreiber und damit Vorgesetzten des Ratsschreibers Peter Ochs begonnen hatte. Ochs charakterisierte ihn als den einzigen Menschen, den er hassen könnte. Die Abneigung gegenüber Ochs war bei Merian sicher ebenso gross; er sah Ochs als den Urheber seiner Verhaftung und Deportation nach Bitsch an und sammelte Pamphlete auf diesen.

## Zitat
«Ordnung in allen Dingen ist die Seele menschlicher Glückseligkeit – Sie ist von der gütigen Vorsehung der ganzen Natur vorgeschrieben. […] Von dem kleinsten Insekte – vom Regenwurme bis zum Löwen, – vom kleinsten Dornstrauche bis zum Gipfel der erhabenen Eiche geht alles den Gang der Natur. Soviel auch menschliche Kunst im Kleinen hervor bringen kann, so hat doch dieselbe noch nie die Kornerndte in den Winter, und die Traubenerndte in das Frühjahr verlegen können. Wer kann hievon besser urtheilen als ihr, liebe Landleute? – da alles dieses täglich vor euren Augen liegt?
Ebendiese Gesetze der Natur sind auch dem Menschen vorgeschrieben; in der bürgerlichen Gesellschaft, in einem wohleingerichteten Staate soll Ordnung herrschen, Ordnung im Hausstande, im Kirchenstande, im obrigkeitlichen Stande. […]
Der obrigkeitliche Stand, der alles dieses bewirken kann, ist also der wichtigste und nothwendigste; ohne diesen würde kein Eigenthum geschützt, kein Frevler bestraft, keine Sicherheit im Lande seyn.
Bey ordentlicher Einrichtung von Städten und Ländern ist diese Gewalt einer ausgewählten Anzahl wackerer Männer übertragen, und bey uns die verschiedenen Stufen von hoher Obrigkeit, von Ober= und Unterbeamten angeordnet – und denselben zur ersten Pflicht, das beste des Ganzen, zu befördern vorgeschrieben worden.
Ein jeder unter euch betrachte alle, von Zeit zu Zeit ausgehenden Verordnungen, Anstalten, Anleitungen, Hülfe und Unterstützungen, und dann überlege er, ob nicht alles dieses zum allgemeinen Wohl abziele. Ein jeder erinnere sich der rastlosen unermüdeten Bemühungen eurer Oberen, besonders seit einigen Jahren, um in den obgeschwebten bedenklichen Zeitläuften, Ruhestand im Innern und Friede von aussen zu erhalten; und dann beantworte ein jeder selbst die Frage: ob eure hohe Obrigkeit nicht pflichtmässig, nicht väterlich für euch sorgte!»